# Ozola intransilis
Ozola intransilis là một loài bướm đêm trong họ Geometridae.